# Ministère des Mines (Niger)
Le ministère des Mines du Niger est le ministère nigérien chargé des mines sur le territoire du Niger.

## Description

### Siège
Le ministère des Mines au Niger a son siège à Niamey.

### Attributions
Ce département ministériel du gouvernement nigérien est chargé des inventaires et des mises en valeur des richesses et du patrimoine du sol et du sous-sol nigérien. Il met en œuvre de la politique de l’État en matière de gestion des richesses minières pour le compte des peuples du Niger.

### Ministres
Le ministre du Pétrole, des Mines et de l'Énergie est Mahaman Moustapha Barké.